# Kakrala

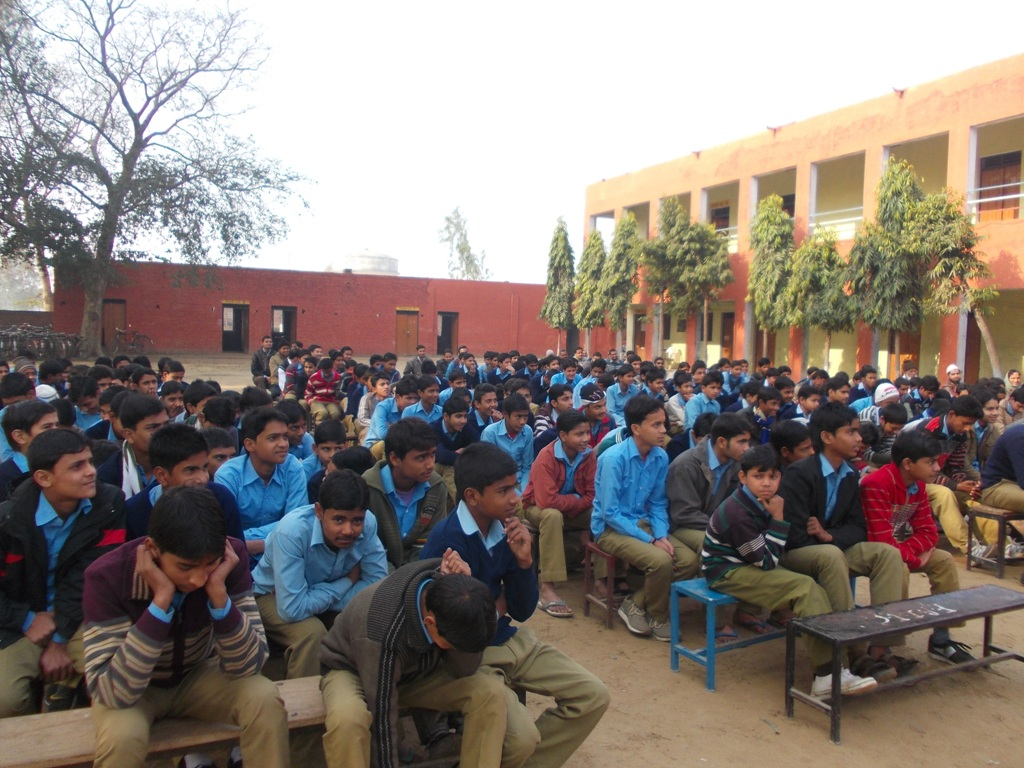
Szkoła w Kakrali.

Kakrala – miasto w północnych Indiach w stanie Uttar Pradesh, na Nizinie Hindustańskiej.
Populacja miasta w 2001 roku wynosiła 32 380 mieszkańców.